# Piper viridicaule
Piper viridicaule är en pepparväxtart som beskrevs av William Trelease. Piper viridicaule ingår i släktet Piper och familjen pepparväxter. Inga underarter finns listade i Catalogue of Life.